# Flora Italica
Flora Italica (abreviado Fl. Ital.) es una obra con ilustraciones y descripciones botánicas que fue escrito por el médico y  botánico italiano; Antonio Bertoloni y publicado en 10 volúmenes en los años 1833-1857, con el nombre de Flora Italica: sistens plantas in Italia et in insulis circumstantibus sponte nascentes.